# Конституція Угорщини
Конституція Угорщини (угор. A Magyar Köztársaság alkotmánya) — основний закон Угорщини, прийнятий 18 квітня 2011 Парламентом країни. Підписана 25 квітня 2011 президентом країни і набрала чинності 1 січня 2012 року.

## Історія
До 2012 року основним законом Угорщини була конституція 1949 року, в яку, починаючи з 1989 року, були внесені радикальні зміни.

## Основні положення
Назва країни змінюється з «Угорська Республіка» на просто «Угорщина», хоча форма правління залишається республіканською. Зокрема, зміна вказує на необхідність сприйняття країни без акцентування уваги на справжніх її кордонах: закордонні угорці визнаються рівними в правах.
```
 Преамбула та права людини (
Constitution of Hungary
 
[
Архівовано
 28 грудня 2016 у 
Wayback Machine
.
]
 
(англ.)
)
```

- Угорщина як держава-член Європейського Союзу зобов'язується зробити свій внесок в розбудову інституцій ЄС та зобов'язується дотримуватися основних принципів щодо прав і свобод людини і громадянина
- Офіційна мова - угорська. Держава зобов'язується захищати мову та сприяти її вивченню
- Угорщина на конституційному рівні гарантує захист традиційного типу сім'ї
- Угорська Соціалістична Робітнича партія та її правонаступники визнаються кримінальними організаціями, чиї представники не мають права брати участь у функціонуванні державного апарату. Розслідуванням злочинів комуністичного періоду займається спеціально для цього створений Комітет Національної Пам'яті
- Гарантуються основні права і свободи людини і громадянина
- Забороняється екстрадиція людини до країни або країн, де їй загрожує смертна кара або тортури
- Національним меншинам гарантується свобода вживання мов цих національних меншин, гарантується можливість надання освіти мовою національної меншини, що сформулювала такі вимоги
- На кожного громадянина Угорщини покладається обов'язок захищати державу

```
 Вищі органи державної влади та взаємовідносини між ними
```

- Парламент Угорщини - Національна Асамблея - обирає Президента (п'ятирічний термін) та прем'єр-міністра Республіки
- Національна Асамблея має право на саморозпуск
- Президент Республіки має право розпустити Національну Асамблею, якщо остання не спромоглася обрати прем'єр-міністра протягом 40 днів після висунення першої кандидатури на розгляд Президентом Республіки та якщо бюджет на поточний рік не був прийнятий до 31 березня поточного року
- Президент Республіки має право вето. Для остаточного прийняття поверненого Президентом на розгляд Національної Асамблеї законопроєкту достатньо простої парламентської більшості
- Національна Асамблея зобов'язана оголосити національний референдум за наявності 200 тис. підписів виборців за проведення такого референдуму. Національна Асамблея має право оголосити національний референдум за наявності 100 тис. підписів виборців за проведення такого референдуму або ж за такою вимогою від Президента Республіки чи уряду
- Підпис відповідного міністра обов'язковий під усіма актами та указами Президента Республіки (інститут контрасигнатури)
- Президент Республіки може переобиратись лише один раз
- Кандидатуру на посаду Президента Республіки має подати п'ята частина від загальної кількості членів Національної Асамблеї. Кандидат вважається обраним Президентом, якщо в першому раунді виборів в парламенті він набрав дві третини голосів. Якщо цього не відбулось, відбувається другий раунд, де беруть участь два кандидати із найбільшою кількістю голосів з першого туру. Обраним Президентом вважається той кандидат, який набрав більшість голосів у другому турі голосування. Якщо цього не відбулось, оголошується наступний раунд голосування із правилами обрання в другому раунді
- П'ята частина членів Національної Асамблеї має право ініціювати процедуру імпічменту. Голоси двох третин членів Національної Асамблеї потрібні для усунення Президента Республіки зі своєї посади. Голосування є індивідуальним і таємним.
- Уряд є відповідальним за свої дії перед Національною Асамблеєю
- Відставка голови уряду спричиняє відставку всіх членів уряду
- Національна Асамблея має право на вотум недовіри уряду
- В разі, якщо ініційований прем'єр-міністром вотум довіри не набрав достатньо голосів представників парламенту, уряд зобов'язаний піти у відставку
- П'ята частина депутатів має право ініціювати початок процедури вотуму недовіри
- Вотум недовіри є конструктивним - члени Національної Асамблеї зобов'язані представити нову кандидатуру на пост прем'єр-міністра в разі відставки діючого голови уряду
- Конституційний Суд є колективним органом, що складається з 15 суддів, кожен з яких обирається двома третинами голосів членів Національної Асамблеї на 12 років. Головою *Конституційного Суду обирається один із 15 суддів, його повноваження як Голови Конституційного Суду закінчуються одночасно із закінченням повноважень як члена Конституційного Суду
- Голова Верховного Суду (Курії) обирається на 9 років двома третинами голосів членів Національної Асамблеї. Президент Республіки подає на розгляд Національній Асамблеї кандидатуру на посаду Голови Верховного Суду
- Президент Республіки призначає суддів.